# روبن بوث
روبن بوث (بالإنجليزية: Reuben Booth)‏ هو قاضي ومحامي وسياسي أمريكي، ولد في 26 نوفمبر 1794 في نيوتاون في الولايات المتحدة، وتوفي في 14 أغسطس 1848. انتخب عضو مجلس نواب كونيتيكت.